# Svrljiška Topla
Svrljiška Topla (cyr. Сврљишка Топла) – wieś w Serbii, w okręgu zajeczarskim, w gminie Knjaževac. W 2011 roku liczyła 79 mieszkańców.